# Башенный телескоп

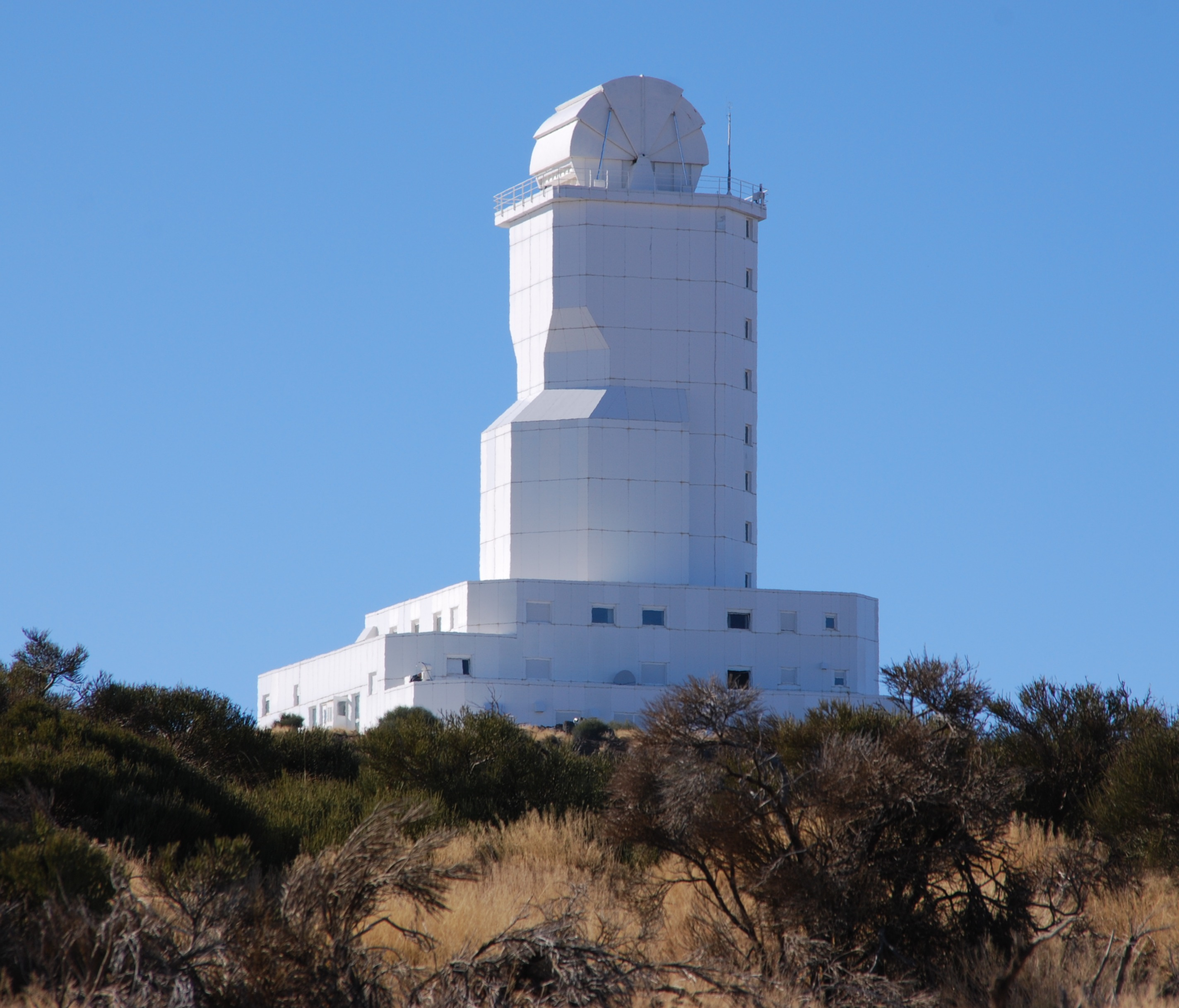
Вакуумный башенный телескоп, Тенерифе

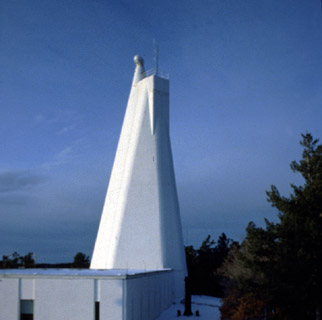
Солнечный телескоп имени Ричарда Данна, горы Сакраменто

Башенный телескоп — разновидность солнечного телескопа с вертикально или наклонно направленной неподвижной оптической осью. Используется для проведения спектральных и магнитных исследований фотосферы, хромосферы, пятен, факелов, флоккулов, хромосферных вспышек и других явлений на Солнце. Первый образец башенного телескопа построен в 1908 году в обсерватории Маунт-Вилсон.

## Известные башенные телескопы
- Телескоп в башне Эйнштейна, Постдам-Зюд[1][2].
- Вакуумный башенный телескоп[англ.], обсерватория Тейде, Тенерифе, Канарские острова; диаметр зеркала 70 см, фокальная длина 46 м, высота башни 38 м[3], принадлежит институту физики Солнца имени Киппенхойера[англ.].
- Шведский телескоп обсерватории Роке-де-лос-Мучачос, Пальма, Канарские острова; диаметр зеркала 1 м.
- Большой башенный телескоп ББТ-550 обсерватории Воронежского государственного университета[4].
- / Большой солнечный телескоп БСТ-1 имени академика А. Б. Северного, Крымская астрофизическая обсерватория; диаметр зеркала 90 см, высота башни 25 м, построен в 1955 году[5].
- Солнечный телескоп имени Ричарда Данна[англ.], Санспотская обсерватория[англ.], штат Нью-Мексико[6]
- Телескоп в обсерватории Маунт-Вилсон, около Лос-Анджелеса; даёт изображение Солнца диаметром 54 см, высота башни 45 м, построен в 1908 году.
- Мёдонская солнечная башенная обсерватория[англ.], Мёдон.